# あさいもとゆき
あさい もとゆき（1963年（昭和38年）2月14日 - ）は、日本の漫画家。東京都練馬区出身。妻の裕（不明 - 2024年3月6日）は漫画原作者であり、夫婦での名義は浅井 裕（あさい ゆう）。

## 略歴
「ゲームセンターあらし」などの作品で知られるすがやみつるのアシスタントを経て1984年（昭和59年）、『マグナム大将』（『コロコロコミック夏休み増刊号』）でデビュー。
1985年（昭和60年）、『月刊コロコロコミック』誌上で『ファミコンロッキー』を連載開始。実際のゲームには存在しない裏技や発育の良い小学生のお色気描写などが受け、話題作となる。その後、同じ誌上で『スケボーロッキー』を連載。
『コロコロ』を離れた1990年代から、自身の元アシスタントである妻が原作者となり、「浅井裕」名義で夫婦共同執筆をしている。1990年代は成年漫画や青年誌のお色気漫画を連載していた（ワニマガジン社「ヤングヒップ」連載の『ミントAVE.（アベニュー）』など）。自身は作画を担当。作品内では「たぬ吉」として、タヌキの姿で描かれている。
ブレイン・ストーム刊の『コードフリークAR』（旧・アクションリプレイ）誌上では「あさいもとゆき」名義で『ファミコンロッキー』の続編『アクションロッキー』を連載。
2015年（平成27年）末に脳梗塞で倒れ、その後遺症で右半身に麻痺が残ったが、2016年（平成28年）リハビリによって復活。
2017年（平成29年）には『コロコロアニキ』で、多人数参加型オンラインゲーム『World of Tanks』を題材とした『ファミコンロッキー 挑戦! WOTの巻』が掲載される。
2020年（令和2年）の1月30日に心筋梗塞で倒れるも、その後完治しており漫画家活動を続けていた。
2024年（令和6年）の3月14日、あさいらが夫婦共3月2日に交通事故に遭った事を、あさいの親族があさいのSNSにて公表した。この事故であさいもとゆきは重体、妻の裕は事故から4日後の3月6日に亡くなったという。

## 人物
低収入のアシスタント時代は『魔法の天使クリィミーマミ』などの成人向け同人誌を描いて生活の足しにしていた。その経験が後の作風に影響を与えており、自身もロリコンを自称している。
妻はドラマをよく観る人物であり、共同名義になってからはストーリーの考案や編集者の打ち合わせを一手に担っている。夫と違ってロリ趣味などは無いが、商売的に売れるものはロリでもエロでも漫画に取り入れ、様々なジャンルに夫を挑戦させてきた。

## 作品リスト

### あさいもとゆき
- ファミコンロッキー（全8巻、復刻版全2巻）
  - アクションロッキー
  - ファミコンロッキー 挑戦! WOTの巻（2017年）
- スケボーロッキー（全2巻）

### 浅井 裕
- 私の保健室へおいで（司書房）
- LOVIN'YOU（桃園書房）
- お気にめすまま（フランス書院）
- かってにラン（白夜書房）
- 星の数だけ抱きしめて（リイド社、全5巻）
- 微・少女図鑑（シュベール出版）
- ミントAVE.（ワニマガジン、全5巻）
- つぼみ白書（シュベール出版）
- きまぐれショートCUT（シュベール出版）
- マーメイドガール（白泉社）
- いちごチャンネル（シュベール出版）
- 「猫耳」にお願い（シュベール出版）
- 翔くんWake up!!（リイド社）
- 最高の関係（双葉社）
- LOVE2 ラッキーガール（司書房）
- もえちゃうナース